# Cleippides tricuspis
Cleippides tricuspis är en kräftdjursart som beskrevs av Kroyer 1846. Cleippides tricuspis ingår i släktet Cleippides och familjen Calliopiidae. Inga underarter finns listade i Catalogue of Life.